# Rochester Knighthawks
Rochester Knighthawks – zawodowa drużyna lacrosse grająca w National Lacrosse League w dywizji wschodniej. Siedziba drużyny mieści się w Rochester w Stanach Zjednoczonych.
Zespół Rochester Knighthawks był 3 razy finalistą Champion’s Cup z czego wygrał tylko raz.

## Informacje
- Rok założenia: 1995
- Trener: Ed Comeau
- Manager: Jody Gage
- Arena: Blue Cross Arena
- Barwy: purpurowo-biało-czarne

## Osiągnięcia
- Champion’s Cup: 1997, 2007
- Mistrzostwo dywizji: 2007

## Skład
- Bramkarze:
  -  Pat O’Toole
  -  Grant Crawley
  -  Mike Miron

- Obrońcy:
  -  Chris Schiller
  -  Sandy Chapman
  -  Pat Dutton
  -  Mike Hasen
  -  Regy Thorpe
  -  Steve Toll
  -  Bill Greer
  -  Stephen Hoar
  -  Scott Ditzell
  -    David Brown
  -  Pat Cougevan
  -  Marshall Abrams

- Napastnicy:
  -  Brian Croswell
  -  Shawn Evans
  -    Scott Evans
  -  John Grant
  -  Ken Millin
  -  Mike Accursi
  -  Shawn Williams